# Список галузей відновлюваної енергетики за країною

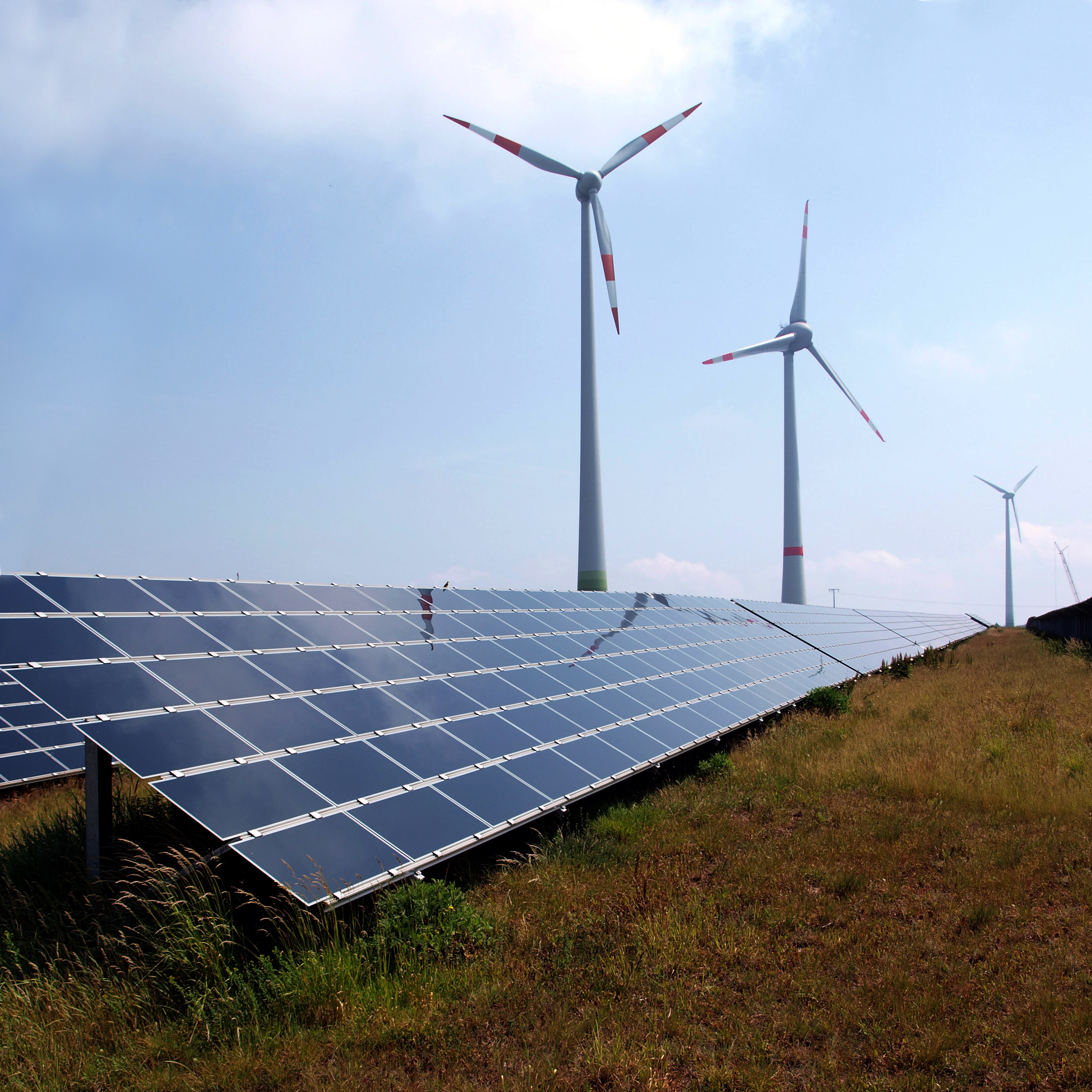
Панелі сонячних батарей та Вітрові турбіни в Німеччині

У цій статті представлений список галузей відновлюваної енергетики за країною. В ньому йде мова про Відновлювану енергетику загалом, і зокрема про сонячну енергетику, Вітроенергетику та гідроенергетику. Станом на 2013 рік три з чотирьох найбільших економік світу — Китаю, Німеччини та Японії, а також Індії виробляють більше електроенергії з відновлюваних джерел, ніж використовуючи ядерну енергію.
Китай (зокрема електростанція Три ущелини) є найбільшим виробником гідроелектроенергії у світі. Після нього йде Канада. Станом на 2006 рік галузь вітроенергетики зростає у світі зі швидкістю в середньому 26% на рік і її широко використовують в Європі, Азії та США. Станом на 2013 рік Вітроенергетика дає приблизно 30% від загального виробництва електроенергії в Данії, 20% — в Португалії й 18% у Іспанії.
Фотоелектричні сонячні електростанції є популярним різновидом сонячних електростанцій у Японії, Китаї та США. Найбільша у світі геотермальна електростанція потужністю 750 МВт розташована в Каліфорнії в гідротермальному родовищі Великі гейзери. У Бразилії розгорнуто одну із найбільших програм з відновлювальної енергії у світі, зокрема з виробництва біоетанолу з цукрової тростини. Біоетанол забезпечує 18 відсотків потреб країни в автомобільному пальному. Також біоетанол у широкому вжитку в США.
Існує багато масштабних проектів у галузі відновлюваної енергетики, але відновлювані технології також підходять і країнам, що розвиваються, оскільки енергетика має дуже важливе значення в людському розвитку. Невеликі електростанції на фотовольтаїці забезпечують електроенергією кілька мільйонів домогосподарств. Також існує багато невеликих гідроелектростанцій, які постачають електроенергію в міні-мережі

## Таблиця
| Країна                           | Відновлювана енергетика (ВЕ) | Сонячна енергетика (СЕ)      | Вітроенергетика (ВітЕ)         | Геотермальна енергетика (ГеоЕ) | Біоенергетика (БіоЕ)           | Гідроенергетика (ГЕ)         |
| -------------------------------- | ---------------------------- | ---------------------------- | ------------------------------ | ------------------------------ | ------------------------------ | ---------------------------- |
| Австралія                        | ВЕ Австралії                 | СЕ Австралії                 | ВітЕ Австралії                 | ГеоЕ Австралії                 | БіоЕ Австралії                 | ГЕ Австралії                 |
| Австрія                          | ВЕ Австрії                   | СЕ Австрії                   | ВітЕ Австрії                   | ГеоЕ Австрії                   | БіоЕ Австрії                   | ГЕ Австрії                   |
| Азербайджан                      | ВЕ Азербайджану              | СЕ Азербайджану              | ВітЕ Азербайджану              | ГеоЕ Азербайджану              | БіоЕ Азербайджану              | ГЕ Азербайджану              |
| Албанія                          | ВЕ Албанії                   | СЕ Албанії                   | ВітЕ Албанії                   | ГеоЕ Албанії                   | БіоЕ Албанії                   | ГЕ Албанії                   |
| Алжир                            | ВЕ Алжиру                    | СЕ Алжиру                    | ВітЕ Алжиру                    | ГеоЕ Алжиру                    | БіоЕ Алжиру                    | ГЕ Алжиру                    |
| Ангола                           | ВЕ Анголи                    | СЕ Анголи                    | ВітЕ Анголи                    | ГеоЕ Анголи                    | БіоЕ Анголи                    | ГЕ Анголи                    |
| Андорра                          | ВЕ Андорри                   | СЕ Андорри                   | ВітЕ Андорри                   | ГеоЕ Андорри                   | БіоЕ Андорри                   | ГЕ Андорри                   |
| Антигуа і Барбуда                | ВЕ Антигуа і Барбуда         | СЕ Антигуа і Барбуда         | ВітЕ Антигуа і Барбуда         | ГеоЕ Антигуа і Барбуда         | БіоЕ Антигуа і Барбуда         | ГЕ Антигуа і Барбуда         |
| Аргентина                        | ВЕ Аргентини                 | СЕ Аргентини                 | ВітЕ Аргентини                 | ГеоЕ Аргентини                 | БіоЕ Аргентини                 | ГЕ Аргентини                 |
| Афганістан                       | ВЕ Афганістану               | СЕ Афганістану               | ВітЕ Афганістану               | ГеоЕ Афганістану               | БіоЕ Афганістану               | ГЕ Афганістану               |
| Багамські Острови                | ВЕ Багамських Островів       | СЕ Багамських Островів       | ВітЕ Багамських Островів       | ГеоЕ Багамських Островів       | БіоЕ Багамських Островів       | ГЕ Багамських Островів       |
| Бангладеш                        | ВЕ Бангладешу                | СЕ Бангладешу                | ВітЕ Бангладешу                | ГеоЕ Бангладешу                | БіоЕ Бангладешу                | ГЕ Бангладешу                |
| Барбадос                         | ВЕ Барбадосу                 | СЕ Барбадосу                 | ВітЕ Барбадосу                 | ГеоЕ Барбадосу                 | БіоЕ Барбадосу                 | ГЕ Барбадосу                 |
| Бахрейн                          | ВЕ Бахрейну                  | СЕ Бахрейну                  | ВітЕ Бахрейну                  | ГеоЕ Бахрейну                  | БіоЕ Бахрейну                  | ГЕ Бахрейну                  |
| Бельгія                          | ВЕ Бельгії                   | СЕ Бельгії                   | ВітЕ Бельгії                   | ГеоЕ Бельгії                   | БіоЕ Бельгії                   | ГЕ Бельгії                   |
| Беліз                            | ВЕ Белізу                    | СЕ Белізу                    | ВітЕ Белізу                    | ГеоЕ Белізу                    | БіоЕ Белізу                    | ГЕ Белізу                    |
| Бенін                            | ВЕ Беніну                    | СЕ Беніну                    | ВітЕ Беніну                    | ГеоЕ Беніну                    | БіоЕ Беніну                    | ГЕ Беніну                    |
| Білорусь                         | ВЕ Білорусі                  | СЕ Білорусі                  | ВітЕ Білорусі                  | ГеоЕ Білорусі                  | БіоЕ Білорусі                  | ГЕ Білорусі                  |
| Болгарія                         | ВЕ Болгарії                  | СЕ Болгарії                  | ВітЕ Болгарії                  | ГеоЕ Болгарії                  | БіоЕ Болгарії                  | ГЕ Болгарії                  |
| Болівія                          | ВЕ Болівії                   | СЕ Болівії                   | ВітЕ Болівії                   | ГеоЕ Болівії                   | БіоЕ Болівії                   | ГЕ Болівії                   |
| Боснія і Герцеговина             | ВЕ Боснії і Герцеговини      | СЕ Боснії і Герцеговини      | ВітЕ Боснії і Герцеговини      | ГеоЕ Боснії і Герцеговини      | БіоЕ Боснії і Герцеговини      | ГЕ Боснії і Герцеговини      |
| Ботсвана                         | ВЕ Ботсвани                  | СЕ Ботсвани                  | ВітЕ Ботсвани                  | ГеоЕ Ботсвани                  | БіоЕ Ботсвани                  | ГЕ Ботсвани                  |
| Бразилія                         | ВЕ Бразилії                  | СЕ Бразилії                  | ВітЕ Бразилії                  | ГеоЕ Бразилії                  | БіоЕ Бразилії                  | ГЕ Бразилії                  |
| Бруней                           | ВЕ Брунею                    | СЕ Брунею                    | ВітЕ Брунею                    | ГеоЕ Брунею                    | БіоЕ Брунею                    | ГЕ Брунею                    |
| Буркіна-Фасо                     | ВЕ Буркіна-Фасо              | СЕ Буркіна-Фасо              | ВітЕ Буркіна-Фасо              | ГеоЕ Буркіна-Фасо              | БіоЕ Буркіна-Фасо              | ГЕ Буркіна-Фасо              |
| Бурунді                          | ВЕ Бурунді                   | СЕ Бурунді                   | ВітЕ Бурунді                   | ГеоЕ Бурунді                   | БіоЕ Бурунді                   | ГЕ Бурунді                   |
| Бутан                            | ВЕ Бутану                    | СЕ Бутану                    | ВітЕ Бутану                    | ГеоЕ Бутану                    | БіоЕ Бутану                    | ГЕ Бутану                    |
| Вануату                          | ВЕ Вануату                   | СЕ Вануату                   | ВітЕ Вануату                   | ГеоЕ Вануату                   | БіоЕ Вануату                   | ГЕ Вануату                   |
| Велика Британія                  | ВЕ Великої Британії          | СЕ Великої Британії          | ВітЕ Великої Британії          | ГеоЕ Великої Британії          | БіоЕ Великої Британії          | ГЕ Великої Британії          |
| Венесуела                        | ВЕ Венесуели                 | СЕ Венесуели                 | ВітЕ Венесуели                 | ГеоЕ Венесуели                 | БіоЕ Венесуели                 | ГЕ Венесуели                 |
| В'єтнам                          | ВЕ В'єтнаму                  | СЕ В'єтнаму                  | ВітЕ В'єтнаму                  | ГеоЕ В'єтнаму                  | БіоЕ В'єтнаму                  | ГЕ В'єтнаму                  |
| Вірменія                         | ВЕ Вірменії                  | СЕ Вірменії                  | ВітЕ Вірменії                  | ГеоЕ Вірменії                  | БіоЕ Вірменії                  | ГЕ Вірменії                  |
| Габон                            | ВЕ Габону                    | СЕ Габону                    | ВітЕ Габону                    | ГеоЕ Габону                    | БіоЕ Габону                    | ГЕ Габону                    |
| Гаяна                            | ВЕ Гаяни                     | СЕ Гаяни                     | ВітЕ Гаяни                     | ГеоЕ Гаяни                     | БіоЕ Гаяни                     | ГЕ Гаяни                     |
| Гамбія                           | ВЕ Гамбії                    | СЕ Гамбії                    | ВітЕ Гамбії                    | ГеоЕ Гамбії                    | БіоЕ Гамбії                    | ГЕ Гамбії                    |
| Гана                             | ВЕ Гани                      | СЕ Гани                      | ВітЕ Гани                      | ГеоЕ Гани                      | БіоЕ Гани                      | ГЕ Гани                      |
| Гаїті                            | ВЕ Гаїті                     | СЕ Гаїті                     | ВітЕ Гаїті                     | ГеоЕ Гаїті                     | БіоЕ Гаїті                     | ГЕ Гаїті                     |
| Гватемала                        | ВЕ Гватемали                 | СЕ Гватемали                 | ВітЕ Гватемали                 | ГеоЕ Гватемали                 | БіоЕ Гватемали                 | ГЕ Гватемали                 |
| Гвінея                           | ВЕ Гвінеї                    | Гвінеї                       | ВітЕ Гвінеї                    | ГеоЕ Гвінеї                    | БіоЕ Гвінеї                    | ГЕ Гвінеї                    |
| Гвінея-Бісау                     | ВЕ Гвінеї-Бісау              | СЕ Гвінеї-Бісау              | ВітЕ Гвінеї-Бісау              | ГеоЕ Гвінеї-Бісау              | БіоЕ Гвінеї-Бісау              | ГЕ Гвінеї-Бісау              |
| Гондурас                         | ВЕ Гондурасу                 | СЕ Гондурасу                 | ВітЕ Гондурасу                 | ГеоЕ Гондурасу                 | БіоЕ Гондурасу                 | ГЕ Гондурасу                 |
| Гренада                          | ВЕ Гренади                   | СЕ Гренади                   | ВітЕ Гренади                   | ГеоЕ Гренади                   | БіоЕ Гренади                   | ГЕ Гренади                   |
| Греція                           | ВЕ Греції                    | СЕ Греції                    | ВітЕ Греції                    | ГеоЕ Греції                    | БіоЕ Греції                    | ГЕ Греції                    |
| Грузія                           | ВЕ Грузії                    | СЕ Грузії                    | ВітЕ Грузії                    | ГеоЕ Грузії                    | БіоЕ Грузії                    | ГЕ Грузії                    |
| Данія                            | ВЕ Данії                     | СЕ Данії                     | ВітЕ Данії                     | ГеоЕ Данії                     | БіоЕ Данії                     | ГЕ Данії                     |
| Джибуті                          | ВЕ Джибуті                   | СЕ Джибуті                   | ВітЕ Джибуті                   | ГеоЕ Джибуті                   | БіоЕ Джибуті                   | ГЕ Джибуті                   |
| Домініка                         | ВЕ Домініки                  | СЕ Домініки                  | ВітЕ Домініки                  | ГеоЕ Домініки                  | БіоЕ Домініки                  | ГЕ Домініки                  |
| Домініканська Республіка         | ВЕ Домініканської Республіки | СЕ Домініканської Республіки | ВітЕ Домініканської Республіки | ГеоЕ Домініканської Республіки | БіоЕ Домініканської Республіки | ГЕ Домініканської Республіки |
| Еквадор                          | ВЕ Еквадору                  | СЕ Еквадору                  | ВітЕ Еквадору                  | ГеоЕ Еквадору                  | БіоЕ Еквадору                  | ГЕ Еквадору                  |
| Екваторіальна Гвінея             | ВЕ Екваторіальної Гвінеї     | СЕ Екваторіальної Гвінеї     | ВітЕ Екваторіальної Гвінеї     | ГеоЕ Екваторіальної Гвінеї     | БіоЕ Екваторіальної Гвінеї     | ГЕ Екваторіальної Гвінеї     |
| Еритрея                          | ВЕ Еритреї                   | СЕ Еритреї                   | ВітЕ Еритреї                   | ГеоЕ Еритреї                   | БіоЕ Еритреї                   | ГЕ Еритреї                   |
| Естонія                          | ВЕ Естонії                   | СЕ Естонії                   | ВітЕ Естонії                   | ГеоЕ Естонії                   | БіоЕ Естонії                   | ГЕ Естонії                   |
| Ефіопія                          | ВЕ Ефіопії                   | СЕ Ефіопії                   | ВітЕ Ефіопії                   | ГеоЕ Ефіопії                   | БіоЕ Ефіопії                   | ГЕ Ефіопії                   |
| Єгипет                           | ВЕ Єгипту                    | СЕ Єгипту                    | ВітЕ Єгипту                    | ГеоЕ Єгипту                    | БіоЕ Єгипту                    | ГЕ Єгипту                    |
| Ємен                             | ВЕ Ємену                     | СЕ Ємену                     | ВітЕ Ємену                     | ГеоЕ Ємену                     | БіоЕ Ємену                     | ГЕ Ємену                     |
| Замбія                           | ВЕ Замбії                    | СЕ Замбії                    | ВітЕ Замбії                    | ГеоЕ Замбії                    | БіоЕ Замбії                    | ГЕ Замбії                    |
| Зімбабве                         | ВЕ Зімбабве                  | СЕ Зімбабве                  | ВітЕ Зімбабве                  | ГеоЕ Зімбабве                  | БіоЕ Зімбабве                  | ГЕ Зімбабве                  |
| Ізраїль                          | ВЕ Ізраїлю                   | СЕ Ізраїлю                   | ВітЕ Ізраїлю                   | ГеоЕ Ізраїлю                   | БіоЕ Ізраїлю                   | ГЕ Ізраїлю                   |
| Індія                            | ВЕ Індії                     | СЕ Індії                     | ВітЕ Індії                     | ГеоЕ Індії                     | БіоЕ Індії                     | ГЕ Індії                     |
| Індонезія                        | ВЕ Індонезії                 | СЕ Індонезії                 | ВітЕ Індонезії                 | ГеоЕ Індонезії                 | БіоЕ Індонезії                 | ГЕ Індонезії                 |
| Ірак                             | ВЕ Іраку                     | СЕ Іраку                     | ВітЕ Іраку                     | ГеоЕ Іраку                     | БіоЕ Іраку                     | ГЕ Іраку                     |
| Іран                             | ВЕ Ірану                     | СЕ Ірану                     | ВітЕ Ірану                     | ГеоЕ Ірану                     | БіоЕ Ірану                     | ГЕ Ірану                     |
| Ірландія                         | ВЕ Ірландії                  | СЕ Ірландії                  | ВітЕ Ірландії                  | ГеоЕ Ірландії                  | БіоЕ Ірландії                  | ГЕ Ірландії                  |
| Ісландія                         | ВЕ Ісландії                  | СЕ Ісландії                  | ВітЕ Ісландії                  | ГеоЕ Ісландії                  | БіоЕ Ісландії                  | ГЕ Ісландії                  |
| Іспанія                          | ВЕ Іспанії                   | СЕ Іспанії                   | ВітЕ Іспанії                   | ГеоЕ Іспанії                   | БіоЕ Іспанії                   | ГЕ Іспанії                   |
| Італія                           | ВЕ Італії                    | СЕ Італії                    | ВітЕ Італії                    | ГеоЕ Італії                    | БіоЕ Італії                    | ГЕ Італії                    |
| Йорданія                         | ВЕ Йорданії                  | СЕ Йорданії                  | ВітЕ Йорданії                  | ГеоЕ Йорданії                  | БіоЕ Йорданії                  | ГЕ Йорданії                  |
| Кабо-Верде                       | ВЕ Кабо-Верде                | СЕ Кабо-Верде                | ВітЕ Кабо-Верде                | ГеоЕ Кабо-Верде                | БіоЕ Кабо-Верде                | ГЕ Кабо-Верде                |
| Казахстан                        | ВЕ Казахстану                | СЕ Казахстану                | ВітЕ Казахстану                | ГеоЕ Казахстану                | БіоЕ Казахстану                | ГЕ Казахстану                |
| Камбоджа                         | ВЕ Камбоджі                  | СЕ Камбоджі                  | ВітЕ Камбоджі                  | ГеоЕ Камбоджі                  | БіоЕ Камбоджі                  | ГЕ Камбоджі                  |
| Камерун                          | ВЕ Камеруну                  | СЕ Камеруну                  | ВітЕ Камеруну                  | ГеоЕ Камеруну                  | БіоЕ Камеруну                  | ГЕ Камеруну                  |
| Канада                           | ВЕ Канади                    | СЕ Канади                    | ВітЕ Канади                    | ГеоЕ Канади                    | БіоЕ Канади                    | ГЕ Канади                    |
| Катар                            | ВЕ Катару                    | СЕ Катару                    | ВітЕ Катару                    | ГеоЕ Катару                    | БіоЕ Катару                    | ГЕ Катару                    |
| Кенія                            | ВЕ Кенії                     | СЕ Кенії                     | ВітЕ Кенії                     | ГеоЕ Кенії                     | БіоЕ Кенії                     | ГЕ Кенії                     |
| Киргизстан                       | ВЕ Киргизстану               | СЕ Киргизстану               | ВітЕ Киргизстану               | ГеоЕ Киргизстану               | БіоЕ Киргизстану               | ГЕ Киргизстану               |
| КНР                              | ВЕ Китаю                     | СЕ Китаю                     | ВітЕ Китаю                     | ГеоЕ Китаю                     | БіоЕ Китаю                     | ГЕ Китаю                     |
| Кіпр                             | ВЕ Кіпру                     | СЕ Кіпру                     | ВітЕ Кіпру                     | ГеоЕ Кіпру                     | БіоЕ Кіпру                     | ГЕ Кіпру                     |
| Кірибаті                         | ВЕ Кірибаті                  | СЕ Кірибаті                  | ВітЕ Кірибаті                  | ГеоЕ Кірибаті                  | БіоЕ Кірибаті                  |                              |
| Колумбія                         | ВЕ Колумбії                  | СЕ Колумбії                  | ВітЕ Колумбії                  | ГеоЕ Колумбії                  | БіоЕ Колумбії                  | ГЕ Колумбії                  |
| Коморські Острови                | ВЕ Коморських Островів       | СЕ Коморських Островів       | ВітЕ Коморських Островів       | ГеоЕ Коморських Островів       | БіоЕ Коморських Островів       | ГЕ Коморських Островів       |
| ДР Конго                         | ВЕ ДР Конго                  | СЕ ДР Конго                  | ВітЕ ДР Конго                  | ГеоЕ ДР Конго                  | БіоЕ ДР Конго                  | ГЕ ДР Конго                  |
| Республіка Конго                 | ВЕ Конго                     | СЕ Конго                     | ВітЕ Конго                     | ГеоЕ Конго                     | БіоЕ Конго                     | ГЕ Конго                     |
| Північна Корея                   | ВЕ Північної Кореї           | СЕ Північної Кореї           | ВітЕ Північної Кореї           | ГеоЕ Північної Кореї           | БіоЕ Північної Кореї           | ГЕ Північної Кореї           |
| Коста-Рика                       | ВЕ Коста-Рики                | СЕ Коста-Рики                | ВітЕ Коста-Рики                | ГеоЕ Коста-Рики                | БіоЕ Коста-Рики                | ГЕ Коста-Рики                |
| Кот-д'Івуар                      | ВЕ Кот-д'Івуару              | СЕ Кот-д'Івуару              | ВітЕ Кот-д'Івуару              | ГеоЕ Кот-д'Івуару              | БіоЕ Кот-д'Івуару              | ГЕ Кот-д'Івуару              |
| Куба                             | ВЕ Куби                      | СЕ Куби                      | ВітЕ Куби                      | ГеоЕ Куби                      | БіоЕ Куби                      | ГЕ Куби                      |
| Кувейт                           | ВЕ Кувейту                   | СЕ Кувейту                   | ВітЕ Кувейту                   | ГеоЕ Кувейту                   | БіоЕКувейту                    | ГЕ Кувейту                   |
| Лаос                             | ВЕ Лаосу                     | СЕ Лаосу                     | ВітЕ Лаосу                     | ГеоЕ Лаосу                     | БіоЕ Лаосу                     | ГЕ Лаосу                     |
| Латвія                           | ВЕ Латвії                    | СЕ Латвії                    | ВітЕ Латвії                    | ГеоЕ Латвії                    | БіоЕ Латвії                    | ГЕ Латвії                    |
| Лесото                           | ВЕ Лесото                    | СЕ Лесото                    | ВітЕ Лесото                    | ГеоЕ Лесото                    | БіоЕ Лесото                    | ГЕ Лесото                    |
| Литва                            | ВЕ Литви                     | СЕ Литви                     | ВітЕ Литви                     | ГеоЕ Литви                     | БіоЕ Литви                     | ГЕ Литви                     |
| Ліберія                          | ВЕ Ліберії                   | СЕ Ліберії                   | ВітЕ Ліберії                   | ГеоЕ Ліберії                   | БіоЕ Ліберії                   | ГЕ Ліберії                   |
| Ліван                            | ВЕ Лівану                    | СЕ Лівану                    | ВітЕ Лівану                    | ГеоЕ Лівану                    | БіоЕ Лівану                    | ГЕ Лівану                    |
| Лівія                            | ВЕ Лівії                     | СЕ Лівії                     | ВітЕ Лівії                     | ГеоЕ Лівії                     | БіоЕ Лівії                     | ГЕ Лівії                     |
| Ліхтенштейн                      | ВЕ Ліхтенштейну              | СЕ Ліхтенштейну              | ВітЕ Ліхтенштейну              | ГеоЕ Ліхтенштейну              | БіоЕ Ліхтенштейну              | ГЕ Ліхтенштейну              |
| Люксембург                       | ВЕ Люксембургу               | СЕ Люксембургу               | ВітЕ Люксембургу               | ГеоЕ Люксембургу               | БіоЕ Люксембургу               | ГЕ Люксембургу               |
| Маврикій                         | ВЕ Маврикію                  | СЕ Маврикію                  | ВітЕ Маврикію                  | ГеоЕ Маврикію                  | БіоЕ Маврикію                  | ГЕ Маврикію                  |
| Мавританія                       | ВЕ Мавританії                | СЕ Мавританії                | ВітЕ Мавританії                | ГеоЕ Мавританії                | БіоЕ Мавританії                | ГЕ Мавританії                |
| Мадагаскар                       | ВЕ Мадагаскару               | СЕ Мадагаскару               | ВітЕ Мадагаскару               | ГеоЕ Мадагаскару               | БіоЕ Мадагаскару               | ГЕ Мадагаскару               |
| Північна Македонія               | ВЕ Македонії                 | СЕ Македонії                 | ВітЕ Македонії                 | ГеоЕ Македонії                 | БіоЕ Македонії                 | ГЕ Македонії                 |
| Малаві                           | ВЕ Малаві                    | СЕ Малаві                    | ВітЕ Малаві                    | ГеоЕ Малаві                    | БіоЕ Малаві                    | ГЕ Малаві                    |
| Малайзія                         | ВЕ Малайзії                  | СЕ Малайзії                  | ВітЕ Малайзії                  | ГеоЕ Малайзії                  | БіоЕ Малайзії                  | ГЕ Малайзії                  |
| Малі                             | ВЕ Малі                      | СЕ Малі                      | ВітЕ Малі                      | ГеоЕ Малі                      | БіоЕ Малі                      | ГЕ Малі                      |
| Мальдіви                         | ВЕ Мальдівів                 | СЕ Мальдівів                 | ВітЕ Мальдівів                 | ГеоЕ Мальдівів                 | БіоЕ Мальдівів                 | ГЕ Мальдівів                 |
| Мальта                           | ВЕ Мальти                    | СЕ Мальти                    | ВітЕ Мальти                    | ГеоЕ Мальти                    | БіоЕ Мальти                    | ГЕ Мальти                    |
| Марокко                          | ВЕ Марокко                   | СЕ Марокко                   | ВітЕ Марокко                   | ГеоЕ Марокко                   | БіоЕ Марокко                   | ГЕ Марокко                   |
| Маршаллові Острови               | ВЕ Маршаллових Островів      | СЕ Маршаллових Островів      | ВітЕ Маршаллових Островів      | ГеоЕ Маршаллових Островів      | БіоЕ Маршаллових Островів      | ГЕ Маршаллових Островів      |
| Мексика                          | ВЕ Мексики                   | СЕ Мексики                   | ВітЕ Мексики                   | ГеоЕ Мексики                   | БіоЕ Мексики                   | ГЕ Мексики                   |
| Федеративні Штати Мікронезії     | ВЕ ФШ Мікронезії             | СЕ ФШ Мікронезії             | ВітЕ ФШ Мікронезії             | ГеоЕ ФШ Мікронезії             | БіоЕ ФШ Мікронезії             | ГЕ ФШ Мікронезії             |
| Мозамбік                         | ВЕ Мозамбіку                 | СЕ Мозамбіку                 | ВітЕ Мозамбіку                 | ГеоЕ Мозамбіку                 | БіоЕ Мозамбіку                 | ГЕ Мозамбіку                 |
| Молдова                          | ВЕ Молдови                   | СЕ Молдови                   | ВітЕ Молдови                   | ГеоЕ Молдови                   | БіоЕ Молдови                   | ГЕ Молдови                   |
| Монако                           | ВЕ Монако                    | СЕ Монако                    | ВітЕ Монако                    | ГеоЕ Монако                    | БіоЕ Монако                    | ГЕ Монако                    |
| Монголія                         | ВЕ Монголії                  | СЕ Монголії                  | ВітЕ Монголії                  | ГеоЕ Монголії                  | БіоЕ Монголії                  | ГЕ Монголії                  |
| М'янма                           | ВЕ М'янми                    | СЕ М'янми                    | ВітЕ М'янми                    | ГеоЕ М'янми                    | БіоЕ М'янми                    | ГЕ М'янми                    |
| Намібія                          | ВЕ Намібії                   | СЕ Намібії                   | ВітЕ Намібії                   | ГеоЕ Намібії                   | БіоЕ Намібії                   | ГЕ Намібії                   |
| Науру                            | ВЕ Науру                     | СЕ Науру                     | ВітЕ Науру                     | ГеоЕ Науру                     | БіоЕ Науру                     | ГЕ Науру                     |
| Непал                            | ВЕ Непалу                    | СЕ Непалу                    | ВітЕ Непалу                    | ГеоЕ Непалу                    | БіоЕ Непалу                    | ГЕ Непалу                    |
| Нігер                            | ВЕ Нігеру                    | СЕ Нігеру                    | ВітЕ Нігеру                    | ГеоЕ Нігеру                    | БіоЕ Нігеру                    | ГЕ Нігеру                    |
| Нігерія                          | ВЕ Нігерії                   | СЕ Нігерії                   | ВітЕ Нігерії                   | ГеоЕ Нігерії                   | БіоЕ Нігерії                   | ГЕ Нігерії                   |
| Нідерланди                       | ВЕ Нідерландів               | СЕ Нідерландів               | ВітЕ Нідерландів               | ГеоЕ Нідерландів               | БіоЕ Нідерландів               | ГЕ Нідерландів               |
| Нікарагуа                        | ВЕ Нікарагуа                 | СЕ Нікарагуа                 | ВітЕ Нікарагуа                 | ГеоЕ Нікарагуа                 | БіоЕ Нікарагуа                 | ГЕ Нікарагуа                 |
| Німеччина                        | ВЕ Німеччини                 | СЕ Німеччини                 | ВітЕ Німеччини                 | ГеоЕ Німеччини                 | БіоЕ Німеччини                 | ГЕ Німеччини                 |
| Нова Зеландія                    | ВЕ Нової Зеландії            | СЕ Нової Зеландії            | ВітЕ Нової Зеландії            | ГеоЕ Нової Зеландії            | БіоЕ Нової Зеландії            | ГЕ Нової Зеландії            |
| Норвегія                         | ВЕ Норвегії                  | СЕ Норвегії                  | ВітЕ Норвегії                  | ГеоЕ Норвегії                  | БіоЕ Норвегії                  | ГЕ Норвегії                  |
| ОАЕ                              | ВЕ ОАЕ                       | СЕ ОАЕ                       | ВітЕ ОАЕ                       | ГеоЕ ОАЕ                       | БіоЕ ОАЕ                       | ГЕ ОАЕ                       |
| Оман                             | ВЕ Оману                     | СЕ Оману                     | ВітЕ Оману                     | ГеоЕ Оману                     | БіоЕ Оману                     | ГЕ Оману                     |
| Пакистан                         | ВЕ Пакистану                 | СЕ Пакистану                 | ВітЕ Пакистану                 | ГеоЕ Пакистану                 | БіоЕ Пакистану                 | ГЕ Пакистану                 |
| Палау                            | ВЕ Палау                     | СЕ Палау                     | ВітЕ Палау                     | ГеоЕ Палау                     | БіоЕ Палау                     | ГЕ Палау                     |
| Панама                           | ВЕ Панами                    | СЕ Панами                    | ВітЕ Панами                    | ГеоЕ Панами                    | БіоЕ Панами                    | ГЕ Панами                    |
| Папуа Нова Гвінея                | ВЕ П. Нової Гвінеї           | СЕ П. Нової Гвінеї           | ВітЕ П. Нової Гвінеї           | ГеоЕ П. Нової Гвінеї           | БіоЕ П. Нової Гвінеї           | ГЕ П. Нової Гвінеї           |
| ПАР                              | ВЕ ПАР                       | СЕ ПАР                       | ВітЕ ПАР                       | ГеоЕ ПАР                       | БіоЕ ПАР                       | ГЕ ПАР                       |
| Парагвай                         | ВЕ Парагваю                  | СЕ Парагваю                  | ВітЕ Парагваю                  | ГеоЕ Парагваю                  | БіоЕ Парагваю                  | ГЕ Парагваю                  |
| Перу                             | ВЕ Перу                      | СЕ Перу                      | ВітЕ Перу                      | ГеоЕ Перу                      | БіоЕ Перу                      | ГЕ Перу                      |
| Південна Корея                   | ВЕ Південної Кореї           | СЕ Південної Кореї           | ВітЕ Південної Кореї           | ГеоЕ Південної Кореї           | БіоЕ Південної Кореї           | ГЕ Південної Кореї           |
| Південний Судан                  | ВЕ Південного Судану         | СЕ Південного Судану         | ВітЕ Південного Судану         | ГеоЕ Південного Судану         | БіоЕ Південного Судану         | ГЕ Південного Судану         |
| Польща                           | ВЕ Польщі                    | СЕ Польщі                    | ВітЕ Польщі                    | ГеоЕ Польщі                    | БіоЕ Польщі                    | ГЕ Польщі                    |
| Португалія                       | ВЕ Португалії                | СЕ Португалії                | ВітЕ Португалії                | ГеоЕ Португалії                | БіоЕ Португалії                | ГЕ Португалії                |
| Росія                            | ВЕ Росії                     | СЕ Росії                     | ВітЕ Росії                     | ГеоЕ Росії                     | БіоЕ Росії                     | ГЕ Росії                     |
| Руанда                           | ВЕ Руанди                    | СЕ Руанди                    | ВітЕ Руанди                    | ГеоЕ Руанди                    | БіоЕ Руанди                    | ГЕ Руанди                    |
| Румунія                          | ВЕ Румунії                   | СЕ Румунії                   | ВітЕ Румунії                   | ГеоЕ Румунії                   | БіоЕ Румунії                   | ГЕ Румунії                   |
| Сальвадор                        | ВЕ Сальвадору                | СЕ Сальвадору                | ВітЕ Сальвадору                | ГеоЕ Сальвадору                | БіоЕ Сальвадору                | ГЕ Сальвадору                |
| Самоа                            | ВЕ Самоа                     | СЕ Самоа                     | ВітЕ Самоа                     | ГеоЕ Самоа                     | БіоЕ Самоа                     | ГЕ Самоа                     |
| Сан-Марино                       | ВЕ Сан-Марино                | СЕ Сан-Марино                | ВітЕ Сан-Марино                | ГеоЕ Сан-Марино                | БіоЕ Сан-Марино                | ГЕ Сан-Марино                |
| Сан-Томе і Принсіпі              | ВЕ С.-Т. і Принсіпі          | СЕ С.-Т. і Принсіпі          | ВітЕ С.-Т. і Принсіпі          | ГеоЕ С.-Т. і Принсіпі          | БіоЕ Сан-Томе і Принсіпі       | ГЕ С.-Т. і Принсіпі          |
| Саудівська Аравія                | ВЕ Саудівської Аравії        | СЕ Саудівської Аравії        | ВітЕ Саудівської Аравії        | ГеоЕ Саудівської Аравії        | БіоЕ Саудівської Аравії        | ГЕ Саудівської Аравії        |
| Есватіні                         | ВЕ Свазіленду                | СЕ Свазіленду                | ВітЕ Свазіленду                | ГеоЕ Свазіленду                | БіоЕ Свазіленду                | ГЕ Свазіленду                |
| Сейшельські Острови              | ВЕ Сейшельських Островів     | СЕ Сейшельських Островів     | ВітЕ Сейшельських Островів     | ГеоЕ Сейшельських Островів     | БіоЕ Сейшельських Островів     | ГЕ Сейшельських Островів     |
| Сенегал                          | ВЕ Сенегалу                  | СЕ Сенегалу                  | ВітЕ Сенегалу                  | ГеоЕ Сенегалу                  | БіоЕ Сенегалу                  | ГЕ Сенегалу                  |
| Сент-Вінсент і Гренадини         | ВЕ С.-В. і Гренадин          | СЕ С.-В. і Гренадин          | ВітЕ С.-В. і Гренадин          | ГеоЕ С.-В. і Гренадин          | БіоЕ Сен-Вінсенту і Гренадин   | ГЕ С.-В. і Гренадин          |
| Сент-Кіттс і Невіс               | ВЕ Сент-Кіттсу і Невісу      | СЕ Сент-Кіттсу і Невісу      | ВітЕ Сент-Кіттсу і Невісу      | ГеоЕ Сент-Кіттсу і Невісу      | БіоЕ Сент-Кіттсу і Невісу      | ГЕ Сент-Кіттсу і Невісу      |
| Сент-Люсія                       | ВЕ Сент-Люсії                | СЕ Сент-Люсії                | ВітЕ Сент-Люсії                | ГеоЕ Сент-Люсії                | БіоЕ Сент-Люсії                | ГЕ Сент-Люсії                |
| Сербія                           | ВЕ Сербії                    | СЕ Сербії                    | ВітЕ Сербії                    | ГеоЕ Сербії                    | БіоЕ Сербії                    | ГЕ Сербії                    |
| Сінгапур                         | ВЕ Сінгапуру                 | СЕ Сінгапуру                 | ВітЕ Сінгапуру                 | ГеоЕ Сінгапуру                 | БіоЕ Сінгапуру                 | ГЕ Сінгапуру                 |
| Сирія                            | ВЕ Сирії                     | СЕ Сирії                     | ВітЕ Сирії                     | ГеоЕ Сирії                     | БіоЕ Сирії                     | ГЕ Сирії                     |
| Словаччина                       | ВЕ Словаччини                | СЕ Словаччини                | ВітЕ Словаччини                | ГеоЕ Словаччини                | БіоЕ Словаччини                | ГЕ Словаччини                |
| Словенія                         | ВЕ Словенії                  | СЕ Словенії                  | ВітЕ Словенії                  | ГеоЕ Словенії                  | БіоЕ Словенії                  | ГЕ Словенії                  |
| Соломонові Острови               | ВЕ Соломонових Островів      | СЕ Соломонових Островів      | ВітЕ Соломонових Островів      | ГеоЕ Соломонових Островів      | БіоЕ Соломонових Островів      | ГЕ Соломонових Островів      |
| Сомалі                           | ВЕ Сомалі                    | СЕ Сомалі                    | ВітЕ Сомалі                    | ГеоЕ Сомалі                    | БіоЕ Сомалі                    | ГЕ Сомалі                    |
| Судан                            | ВЕ Судану                    | СЕ Судану                    | ВітЕ Судану                    | ГеоЕ Судану                    | БіоЕ Судану                    | ГЕ Судану                    |
| Суринам                          | ВЕ Суринаму                  | СЕ Суринаму                  | ВітЕ Суринаму                  | ГеоЕ Суринаму                  | БіоЕ Суринаму                  | ГЕ Суринаму                  |
| Східний Тимор                    | ВЕ Східного Тимору           | СЕ Східного Тимору           | ВітЕ Східного Тимору           | ГеоЕ Східного Тимору           | БіоЕ Східного Тимору           | ГЕ Східного Тимору           |
| США                              | ВЕ США                       | СЕ США                       | ВітЕ США                       | ГеоЕ США                       | БіоЕ США                       | ГЕ США                       |
| Сьєрра-Леоне                     | ВЕ Сьєрра-Леоне              | СЕ Сьєрра-Леоне              | ВітЕ Сьєрра-Леоне              | ГеоЕ Сьєрра-Леоне              | БіоЕ Сьєрра-Леоне              | ГЕ Сьєрра-Леоне              |
| Таджикистан                      | ВЕ Таджикикстану             | СЕ Таджикикстану             | ВітЕ Таджикикстану             | ГеоЕ Таджикикстану             | БіоЕ Таджикикстану             | ГЕ Таджикикстану             |
| Таїланд                          | ВЕ Таїланду                  | СЕ Таїланду                  | ВітЕ Таїланду                  | ГеоЕ Таїланду                  | БіоЕ Таїланду                  | ГЕ Таїланду                  |
| Танзанія                         | ВЕ Танзанії                  | СЕ Танзанії                  | ВітЕ Танзанії                  | ГеоЕ Танзанії                  | БіоЕ Танзанії                  | ГЕ Танзанії                  |
| Того                             | ВЕ Того                      | СЕ Того                      | ВітЕ Того                      | ГеоЕ Того                      | БіоЕ Того                      | ГЕ Того                      |
| Тонга                            | ВЕ Тонги                     | СЕ Тонги                     | ВітЕ Тонги                     | ГеоЕ Тонги                     | БіоЕ Тонги                     | ГЕ Тонги                     |
| Тринідад і Тобаго                | ВЕ Тринідаду і Тобаго        | СЕ Тринідаду і Тобаго        | ВітЕ Тринідаду і Тобаго        | ГеоЕ Тринідаду і Тобаго        | БіоЕ Тринідаду і Тобаго        | ГЕ Тринідаду і Тобаго        |
| Тувалу                           | ВЕ Тувалу                    | СЕ Тувалу                    | ВітЕ Тувалу                    | ГеоЕ Тувалу                    | БіоЕ Тувалу                    | ГЕ Тувалу                    |
| Туніс                            | ВЕ Тунісу                    | СЕ Тунісу                    | ВітЕ Тунісу                    | ГеоЕ Тунісу                    | БіоЕ Тунісу                    | ГЕ Тунісу                    |
| Туреччина                        | ВЕ Туреччини                 | СЕ Туреччини                 | ВітЕ Туреччини                 | ГеоЕ Туреччини                 | БіоЕ Туреччини                 | ГЕ Туреччини                 |
| Туркменістан                     | ВЕ Туркменістану             | СЕ Туркменістану             | ВітЕ Туркменістану             | ГеоЕ Туркменістану             | БіоЕ Туркменістану             | ГЕ Туркменістану             |
| Уганда                           | ВЕ Уганди                    | СЕ Уганди                    | ВітЕ Уганди                    | ГеоЕ Уганди                    | БіоЕ Уганди                    | ГЕ Уганди                    |
| Угорщина                         | ВЕ Угорщини                  | СЕ Угорщини                  | ВітЕ Угорщини                  | ГеоЕ Угорщини                  | БіоЕ Угорщини                  | ГЕ Угорщини                  |
| Узбекистан                       | ВЕ Узбекистану               | СЕ Узбекистану               | ВітЕ Узбекистану               | ГеоЕ Узбекистану               | БіоЕ Узбекистану               | ГЕ Узбекистану               |
| Україна                          | ВЕ України                   | СЕ України                   | ВітЕ України                   | ГеоЕ України                   | БіоЕ України                   | ГЕ України                   |
| Уругвай                          | ВЕ Уругваю                   | СЕ Уругваю                   | ВітЕ Уругваю                   | ГеоЕ Уругваю                   | БіоЕ Уругваю                   | ГЕ Уругваю                   |
| Фіджі                            | ВЕ Фіджі                     | СЕ Фіджі                     | ВітЕ Фіджі                     | ГеоЕ Фіджі                     | БіоЕ Фіджі                     | ГЕ Фіджі                     |
| Філіппіни                        | ВЕ Філіппін                  | СЕ Філіппін                  | ВітЕ Філіппін                  | ГеоЕ Філіппін                  | БіоЕ Філіппін                  | ГЕ Філіппін                  |
| Фінляндія                        | ВЕ Фінляндії                 | СЕ Фінляндії                 | ВітЕ Фінляндії                 | ГеоЕ Фінляндії                 | БіоЕ Фінляндії                 | ГЕ Фінляндії                 |
| Франція                          | ВЕ Франції                   | СЕ Франції                   | ВітЕ Франції                   | ГеоЕ Франції                   | БіоЕ Франції                   | ГЕ Франції                   |
| Хорватія                         | ВЕ Хорватії                  | СЕ Хорватії                  | ВітЕ Хорватії                  | ГеоЕ Хорватії                  | БіоЕ Хорватії                  | ГЕ Хорватії                  |
| Центральноафриканська Республіка | ВЕ ЦАР                       | СЕ ЦАР                       | ВітЕ ЦАР                       | ГеоЕ ЦАР                       | БіоЕ ЦАР                       | ГЕ ЦАР                       |
| Чад                              | ВЕ Чаду                      | СЕ Чаду                      | ВітЕ Чаду                      | ГеоЕ Чаду                      | БіоЕ Чаду                      | ГЕ Чаду                      |
| Чехія                            | ВЕ Чехії                     | СЕ Чехії                     | ВітЕ Чехії                     | ГеоЕ Чехії                     | БіоЕ Чехії                     | ГЕ Чехії                     |
| Чилі                             | ВЕ Чилі                      | СЕ Чилі                      | ВітЕ Чилі                      | ГеоЕ Чилі                      | БіоЕ Чилі                      | ГЕ Чилі                      |
| Чорногорія                       | ВЕ Чорногорії                | СЕ Чорногорії                | ВітЕ Чорногорії                | ГеоЕ Чорногорії                | БіоЕ Чорногорії                | ГЕ Чорногорії                |
| Швейцарія                        | ВЕ Швейцарії                 | СЕ Швейцарії                 | ВітЕ Швейцарії                 | ГеоЕ Швейцарії                 | БіоЕ Швейцарії                 | ГЕ Швейцарії                 |
| Швеція                           | ВЕ Швеції                    | СЕ Швеції                    | ВітЕ Швеції                    | ГеоЕ Швеції                    | БіоЕ Швеції                    | ГЕ Швеції                    |
| Шрі-Ланка                        | ВЕ Шрі-Ланки                 | СЕ Шрі-Ланки                 | ВітЕ Шрі-Ланки                 | ГеоЕ Шрі-Ланки                 | БіоЕ Шрі-Ланки                 | ГЕ Шрі-Ланки                 |
| Ямайка                           | ВЕ Ямайки                    | СЕ Ямайки                    | ВітЕ Ямайки                    | ГеоЕ Ямайки                    | БіоЕ Ямайки                    | ГЕ Ямайки                    |
| Японія                           | ВЕ Японії                    | СЕ Японії                    | ВітЕ Японії                    | ГеоЕ Японії                    | БіоЕ Японії                    | ГЕ Японії                    |